# Pierre II de Laval-Montmorency
Pierre II de Laval-Montmorency, seigneur de Lezay, baron de Trèves, comte de la Bigeotière, conseiller d'État, chevalier des ordres du roi.

## Famille
Fils de Pierre Ier de Laval-Lezay, il avait épousé Isabeau de Rochechouart, fille de René, baron de Mortemart, chevalier de l'ordre du roi. Elle le fit père de trois fils et quatre filles :
- Hilaire ;
- Guy-Urbain, qui continua la postérité ;
- Gaspard, mort en bas âge ;
- Jeanne-Jacqueline, mariée à Honorat d'Acigné, comte de Grandbois ;
- Justine, morte en 1602, novice au monastère de la Regrepierre, de l'ordre de Fontevrault ;
- Catherine, prieure à la Fidélité de Trèves, près d'Angers ;
- Gabrielle, religieuse au même monastère.

## Histoire
Il fit ses premières armes en Italie. De retour en France en 1585, il accompagna Anne de Batarnay de Joyeuse, duc de Joyeuse au secours du château d'Angers, se trouva à la bataille de Coutras en 1587, alla ensuite trouver le roi Henri IV au siège de Beaune, et suivit ce monarque dans toutes ses opérations militaires jusqu'à la paix de Vervins. Il mourut à Paris, le 23 mai 1623. Il quitta la brisure de sa franche, qui était un fer de lance au bas de la croix, et reprit les armes pleines de Montmorency-Laval.